# 이오시프 스탈린의 조각상 목록
다음은 이오시프 스탈린의 기념비, 동상 목록이다.
- 스탈린 기념비 (프라하)
- 스탈린 기념비 (부다페스트)